# NGC 5996
NGC 5996 (również PGC 56023 lub UGC 10033) – galaktyka spiralna (Sc), znajdująca się w gwiazdozbiorze Węża. Odkrył ją William Herschel 21 marca 1784 roku. Galaktyka ta jest w trakcie zderzenia z sąsiednią, znacznie mniejszą NGC 5994. Ta para oddziałujących ze sobą grawitacyjnie galaktyk została skatalogowana jako Arp 72 w Atlasie Osobliwych Galaktyk i znajduje się w odległości około 153 milionów lat świetlnych od Ziemi.
NGC 5996 to galaktyka gwiazdotwórcza.